# Mas Oriol (Sant Mori)
El Mas Oriol és una masia al sud del nucli urbà de la població de Sant Mori (Alt Empordà), a poca distància del poble i a tocar la carretera GI-631, des de la que s'agafa un trencall a mà dreta que condueix a la porta de la finca. Aquest és un antic mas, probablement bastit el segle xviii amb construccions annexes i diferents reformes posteriors. En una de les llindes de la façana lateral esquerre es pot apreciar incisa la data 1784. A l'interior d'una de les construccions annexes, a la volta, es distingeix la data 1848, incisa a mà, en un maó.
Immoble catalogat a l'Inventari del Patrimoni Arquitectònic de Catalunya, de planta irregular, format per tres cossos adossats, dos d'ells amb les cobertes de dues vessants i l'altre amb terrassa a la part superior. La construcció és bastida amb pedra sense desbastar de diverses mides, lligada amb morter de calç. Les cantonades de la casa principal presenten pedres desbastades a manera de carreus. L'edifici principal està distribuït en planta baixa i pis, amb el portal d'accés d'arc rebaixat bastit amb pedra. La resta d'obertures són finestres rectangulars, emmarcades amb pedra desbastada. De la façana nord, destaca una finestra situada al pis i emmarcada amb carreus de pedra ben desbastats. A la llinda hi ha una inscripció amb la data 1784. El cos adossat al sud de la casa també consta de dues plantes i presenta la mateixa tipologia d'obertures que la façana principal. A l'interior presenta sostres coberts amb voltes rebaixades bastides amb maons disposats a pla. En una de les estances, un dels maons de la volta presenta la data 1848 i les inicials del constructor. Entre els dos cossos n'hi ha un altre de petit adossat al davant, amb terrassa al nivell del pis.